# Ariadna canariensis
Ariadna canariensis är en spindelart som beskrevs av Jörg Wunderlich 1995. Ariadna canariensis ingår i släktet Ariadna och familjen sexögonspindlar.
Artens utbredningsområde är Kanarieöarna. Inga underarter finns listade i Catalogue of Life.